# Harry Hemley Plaskett
Harry Hemley Plaskett (* 5. Juli 1893 in Toronto; † 26. Januar 1980) war ein kanadischer Astronom. Sein Vater war der Astronom John Stanley Plaskett.
Plaskett war von 1932 bis 1960 Savilian Professor of Astronomy an der University of Oxford. 1930 wurde er in die American Academy of Arts and Sciences gewählt, 1963 wurde er mit der Goldmedaille der Royal Astronomical Society ausgezeichnet. Seit 1925 war er Fellow der American Physical Society.
Seine Forschungsgebiete waren Sonnenphysik, astronomische Spektroskopie und Spektrophotometrie.
Seit 1984 ist der Asteroid (2905) Plaskett nach ihm und seinem Vater benannt.

## Werke
- Interpretation of Fraunhofer-line profiles. London: Taylor & Francis, 1955.
- Limb darkening and solar rotation. London: Taylor & Francis, 1962.
- The polar rotation of the sun. London: Taylor & Francis, 1966.